# Bazoches-en-Dunois
Bazoches-en-Dunois è un comune francese di 271 abitanti situato nel dipartimento dell'Eure-et-Loir nella regione del Centro-Valle della Loira.
Il territorio comunale è bagnato dalle acque del fiume Conie.

## Società

### Evoluzione demografica
Abitanti censiti